# Butō
Pour la cité égyptienne antique, voir Bouto
Pour l’article ayant un titre homophone, voir Bhutto.

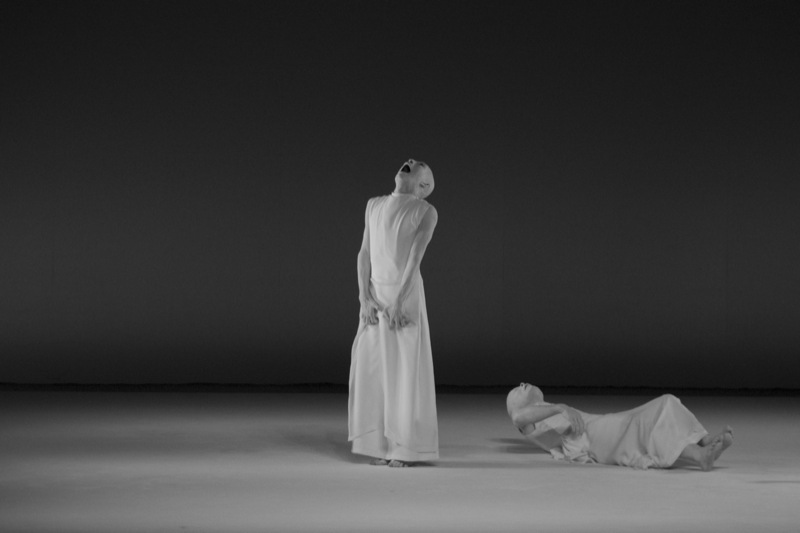
Ushio Amagatsu et Sankaï Juku dans Toki en 2006.

Le butō est une danse-théâtre née au Japon dans les années 1960. Cette « danse du corps obscur » s'inscrit en rupture avec les arts vivants traditionnels du nô et du kabuki, qui semblent impuissants à exprimer des problématiques nouvelles. Le butō est né non pas pour évacuer la souffrance provoquée par les événements tragiques d'Hiroshima et de Nagasaki de 1945[réf. nécessaire], comme on l'a souvent dit, mais des remous sociopolitiques qui secouèrent le Japon à cette époque. Le butō est fondé par Tatsumi Hijikata (1928-1986), avec lequel collabora Kazuo Ōno (1906-2010). Le terme japonais butō (舞踏) est composé de deux idéogrammes ; le premier, bu, signifie « danser » et le second, tō, « taper au sol ». Il désigne depuis le XIXe siècle les danses étrangères importées au sein de l'archipel. À sa naissance, le butō a été nourri par les avant-gardes artistiques européennes (parmi lesquelles l'expressionnisme allemand, le surréalisme, la littérature des écrivains maudits d'Occident, etc.)
Le butō est imprégné de bouddhisme et de croyances shintô. Cette danse n'est pas spectaculaire au sens où elle relève d'une introspection, d'une disponibilité au monde. Explorant les spécificités du corps japonais, le butō aborde des thématiques universelles. Née dans un contexte sociopolitique d'après-guerre, cette danse subversive se caractérise par sa lenteur, sa poésie et son minimalisme. Elle évoque une imagerie grotesque, des sujets tabous, des environnements extrêmes, absurdes. Le butō est couramment dansé avec le corps presque nu, peint en blanc et le crâne rasé, souvent interprété avec des mouvements extrêmement lents avec ou sans public. Mais, il existe autant de formes de butō qu'il existe de danseuses et de danseurs. Il n'y a pas de style fixé, cela peut être purement conceptuel sans aucun mouvement. L'artiste sonde les instances de son esprit, sa relation au cosmos et l'inscription de son être au cœur de l'univers.

## Naissance du butō
En 1958, lors du VIe festival des jeunes danseurs organisé par l’AJADA, Hijikata présente la pièce Kinjiki (Couleur interdite), conçue d’après un roman homonyme de Yukio Mishima. Danse d’une durée de cinq minutes où le cou d’une poule étreinte entre ses jambes et la présence, au loin, d’un partenaire masculin, signifiée par des bruits de course dans le noir, entendent bien manifester l’acte sexuel et son interdit. Selon le critique de danse attitré du butō, Goda Nario, Hijikata « était poussé par le désir de secouer l’apathie ambiante, de rompre les non-dits et le silence convenu entre chorégraphe et public, de restaurer un dialogue entre corps et danse ». L’action provoqua alors un immense scandale. Mishima, invité à une reprise de Kinjiki, célèbre Hijikata par un hommage qui contribuera à le faire reconnaître par ses contemporains : « Hijikata Tatsumi se prépare à célébrer à nouveau son culte hérétique et m’y a secrètement convié. Dans mon impatience d’assister à cette soirée, je songe à dresser un masque ténébreux, quelques épices mystérieuses et une croix portant l’obscène effigie d’un Christ souriant. » 
La démonstration publique de l’intérêt que le célèbre écrivain a manifesté au danseur a sans doute encouragé l’avant-garde d’alors, favorisant indirectement la pérennité des actions du butô et son inscription sur la scène artistique japonaise.

## Après guerre et contexte des années 1960
Les bombardements atomiques de Hiroshima et Nagasaki ne sont que contingents à une dynamique que vivent toutes les populations que la guerre a meurtries. Comme le dadaïsme et le surréalisme après la première guerre mondiale, à partir de la fin des années 1940 et dans les années 1950, nombre d'artistes japonais se posent la question de l'identité japonaise dans la modernité. La résistance se manifestera contre l'intronisation de la culture américaine, autant que dans le rejet du conservatisme et de son système de valeur. Puisant les formes de cette résistance dans leur propre culture, tout en s'inspirant des actions avant-gardistes des pays occidentaux, la rue et la scène déploient toutes les expérimentations, plastiques et scéniques, jusqu'à provoquer l'ordre public. Exprimer les sentiments plutôt que de les illustrer, créer des actions plutôt que des images. Tel est le défi que posent les artistes de cette époque, riche en éclats. Le butô s'inscrit dans cette évolution et dans le contexte de ces actions, déjà à l'œuvre avant sa naissance. C’est le cas du groupe Gutaï, Association de l'art concret, réunissant une quinzaine d'artistes dont les peintres et acteurs de happenings, Yoshihara Jiro, Kazuo Shiraga, puis de Tetsumi Kudo, qui dénonce l'impuissance sous toutes ses formes et met l'accent sur les pulsions sexuelles dans les comportements. Il se situe dans la mouvance révolutionnaire de l'avant-garde japonaise dans les années 1960, au même titre que les groupes Zero Jigen, (dimension Zéro), Kuro Hata, (Drapeau Noir), Kokuin (l'Ombre Parole), ou encore Jūrō Kara, du théâtre de la Tente rouge, et Terayama Shuji, du théâtre de la Tente noire, cinéaste, auteur, et homme de théâtre de renom.

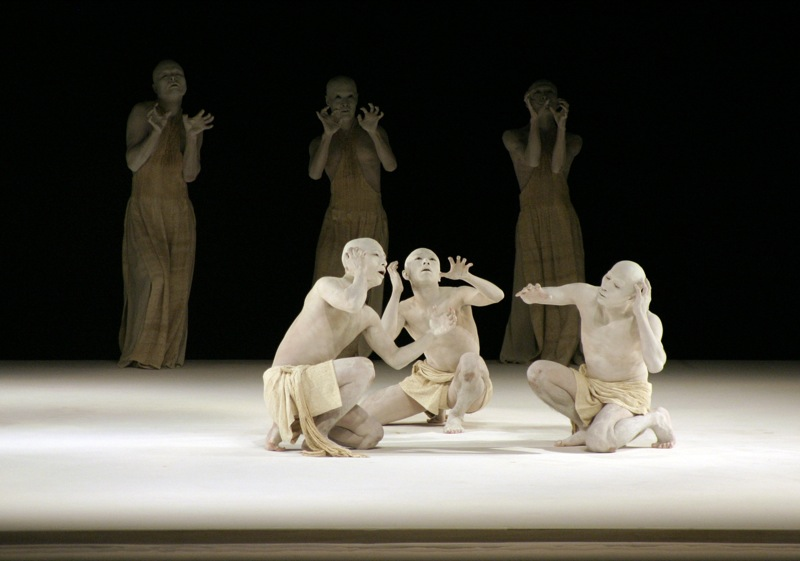
Butō

Ces groupes organisent de nombreuses manifestations de rues et happening subversifs. Leurs leaders sont arrêtés régulièrement et leurs actions interdites parfois. Le Japon est en état de crise et en 1960 la population refuse le renouvellement du traité de sécurité avec les Américains. C'est également au cours de ces années de turbulences que se forgeront les idées qui donneront naissance au butō, qui n’est donc pas un cas isolé, mais le produit d'un développement artistique et d'une résistance socioculturelle globale au Japon. Les motivations sont apolitiques, au sens d'une adhésion à un quelconque parti, mais évidemment « politique » au sens étymologique d'engagement personnel des artistes et de positionnement conscient dans la vie sociale.
Toutes les actions des artistes d'après-guerre dans le monde moderne tendent à universaliser l'art, à sortir de l'influence spécifique de la tradition et des conventions esthétiques et techniques de l'art établi. Plus que la pérennité de l'art et son commerce, c'est son identité provisoire, l'exploration du sens, la communication immédiate et physique avec le public qui semblent s'imposer comme ultime nécessité. La séparation dichotomique de l'acteur et du spectateur est abolie, mais aussi l'art et la vie, et plus tard, poussée plus loin encore, celle du corps symbolique et du corps réel.
Le butô a hérité de tous ces concepts et de toutes ces expérimentations.

## Danseurs et danseuses butō
Trois générations de danseurs et danseuses butō se sont succédé.
Pendant la première génération, Yoshito Ohno, fils de Kazuo Ohno et un des premiers élèves de Tatsumi Hijikata, continue à transmettre le butō dans le studio de son père à Kamihoshikawa, près de Yokohama. Il accueille des élèves japonais et étrangers, et se produit au Japon et à l'étranger. Il est un des piliers de la mémoire historique du butō, en activité constante, et il crée régulièrement des événements mémoriaux qui rassemblent les descendants de ce courant d'avant-garde.
La seconde génération désigne les danseurs et danseuses né(e)s dans les années 1940. Au début du XXIe siècle, Yoko Ashikawa, principale danseuse de Tatsumi Hijikata, est encore active sur la scène japonaise, ainsi que Natsu Nakajima (troupe Mutekisha) qui a enseigné jusqu’à son décès en Mars 2024 et se produisait chaque année, notamment au Mexique, où elle dirigeait des chorégraphies de danseurs connus. Ishii Mitsutaka et Akira Kasai sont également toujours actifs, à leur manière, au cœur de leur quotidien. Akaji Maro dirige toujours avec brio et succès au Japon la troupe Dairakudakan, qu'il a cofondée avec Kô Murobushi. Également acteur, Akaji joue dans des films, aux côtés, notamment, du célèbre Beat Takeshi. Ushio Amagatsu, Carlotta Ikeda (compagnie Ariadone), Masaki Iwana, Toru Iwashita (du groupe Sankaï Juku), Sumako Koseki, sont aussi parmi les danseurs/danseuses-chorégraphes les plus connu(e)s à l’extérieur du Japon, notamment en France. Ils sont sponsorisés par des institutions culturelles locales, non sans influence, depuis plus de trente ans.
La troisième génération (danseurs nés dans les années 1950 et 1960) compte des danseurs confirmés, comme Atsushi Takenouchi, Yumi Fujitani, Nobuyoshi Asai, Maki Watanabe et Gyohei Zaitsu, et des danseurs plus jeunes. Car l'on enseigne aujourd'hui le butô comme on enseigne le tai-chi ou le qi-kong, et nombre de thérapeutes du bien-être ont intégré son enseignement au cœur de leur pratique.
Dans la nouvelle génération de danseurs butō, il existe surtout une danse contemporaine, japonaise ou non-japonaise, d'inspiration butô. La question aujourd'hui du legs d'une avant-garde née de la rébellion est une question qui reste ouverte. En attendant, les archives de l'héritage Tatsumi Hijikata et de Kazuo Ohno prennent de l'ampleur : à l'université de Keio, Tokyo, au sein de la fondation bankART (ville de Yokohama) et à Bologne en Italie. La célèbre danseuse Carlotta Ikeda a elle-même pratiqué le butō.